# María Dueñas Fernández
María Dueñas Fernández (Granada, desembre de 2002) és una violinista i compositora espanyola. En 2021 va guanyar el primer premi en el Concurs Yehudi Menuhin, en la categoria sènior.

## Biografia
María Dueñas Fernández va néixer l'any 2002 a Granada, a una família en la qual no hi ha músics professionals, però que van encoratjar la seva formació musical, ja que des de petita assistia a concerts.

### Estudis musicals
Als 11 anys, va guanyar la convocatòria per a estudis a l'estranger de Juventudes Musicales de Madrid i va obtenir la beca Wardwell de la Fundació Humboldt. Se'n va anar a viure a Alemanya i es va matricular a la Universitat Musical de Dresden, gràcies al suport de les Indústries Kolmer. Després es va traslladar a Viena per continuar la seva formació artística amb el mestre Boris Kuschnir, i es va matricular a la Universitat de Música i Art Dramàtic de Viena i a la Universitat de Graz.

### Carrera musical
Dueñas ha estat solista amb orquestres europees i nord-americanes, com l'Orquestra Simfònica de Barcelona i Nacional de Catalunya, l'Orquestra Nacional d'Espanya, l'Orquestra Filharmònica de Luxemburg, l'Orquestra Simfònica de San Francisco i l'Orquestra Simfònica de Galícia. Ha interpretat en diverses sales i teatres, com el Musikverein de Viena, la Filharmònica del Elba a Hamburg, la sala Txaikovsky de Moscou, la Filharmònica de Berlín i l'Auditori Nacional de Música de Madrid, entre altres sales.
En 2017, Dueñas va guanyar el Zhuhai International Mozart Competition, al grup B (nascuts entre 2001 i 2004). Va ser l'única espanyola a guanyar en l'edició d'aquest any. En guanyar, va rebre un premi de 15.000 dòlars.
Amb 15 anys, va obtenir el primer lloc en el Vladimir Spivakov International Violin Competition, celebrat a Rússia. Amb el premi va obtenir un violí de Riccardo Antoniazzi, construït el1912 i valorat en uns 140 000 dòlars.
L'any 2019, va participar en el Concurs Internacional de Violí de Mont-real.
Al gener de 2021, en plena Pandèmia de COVID-19, va participar al concurs ‘Getting to Carnegie Hall 2021’, que es va fer en línia i hi va guanyar el Primer Premi. Per al final, cada intèrpret va tocar de manera aleatòria algun moviment de la Sonata núm. 4 per a violí i piano de Julian Gargiulo. Com a guanyadora, va rebre una compensació de 5.000 dòlars i la possibilitat de tocar al Carnegie Hall durant la temporada de 2022 i poder interpretar al festival Island Music Festival de 2022.
Al 2021, amb 18 anys, va guanyar el primer lloc en el Concurs Yehudi Menuhin. Per a la ronda final va triar tres obres, Subito de Witold Lutosławski, el segon moviment del Concert per a violí núm. 4 de Mozart i l'Allegro non troppo de la Simfonia espanyola de Édouard Lalo. El premi que va guanyar estava dotat de 20.000 dòlars i el préstec per dos anys d'un violí Stradivarius. Dueñas també va rebre el premi del públic.
Dueñas també és compositora i ha format el Hamamelis Quartett. El compositor Jordi Cervelló va compondre diversos capricis per a violí dedicats a Dueñas, que es van estrenar a l'Auditori de Girona amb Evgeny Sinaisky.
La Nippon Music Foundation li va cedir un Guarneri del Gesù Muntz 1736 i el 2021 va obtenir el préstec per dos anys d'un violí Stradivarius pel seu èxit en el Zhuhai International Mozart Competition.

## Premis i reconeixements
- 2017 - Primer premi al Grup B (nascuts de 2001 a 2004) del Zhuhai International Mozart Competition[4]
- 2018 - Primer premi en el Vladimir Spivakov International Violin Competition, Rússia[11]
- 2021 - Primer premi de la ‘2021 Getting to Carnegie Competition’[13]
- 2021 - Primer premi en la categoria Sènior del Concurs Yehudi Menuhin[9]

En 2017, als 14 anys, va guanyar a la Xina el primer premi en el Concurs Internacional Mozart de Zhuhai per a joves músics. La japonesa Miyu Kitsuwa i el xinès Chaowen Luo van quedar en segon i tercer lloc, respectivament, en la mateixa categoria, que anava dels 13 als 16 anys. Aquest mateix any, Dueñas va ser reconeguda per l'Kronberg Academy d'Alemanya amb el Premi Prinz von Hessen, i va obtenir altres guardons en certàmens internacionals de violí com el Giovanni Musicista i el Luigi Zanuccoli d'Itàlia i el Leonid Kogan de Brussel·les.
Va ser reconeguda també en el concurs internacional Georg Philipp Telemann a Polònia, i el 2018, va guanyar el Yankelevitch de Rússia en la categoria sènior. Aquest mateix any, es va endur el premi a la Vladimir Spivakov International Violin Competition de Rússia.
El 2020, Dueñas va guanyar el Premi 'L'Ull Crític' d'RNE de Música Clàssica. A més, va ser escollida artista del mes per la revista Musical America, la més antiga dels Estats Units especialitzada en música clàssica.
L'any 2021 també va aconseguir el primer premi en la Zhuhai International Mozart Competition i en el Concurs Internacional novaiorquès Getting to Carnegie Hall. Al maig d'aquest any, Dueñas va guanyar el concurs Yehudi Menuhin, celebrat en Richmond, que és considerat un dels més valorats en violí. Va ser reconeguda també amb el premi del públic en el mateix festival.
El seu grup Hamamelis Quartett va ser premiat en el Concurs Fidelio de Música de cambra de Viena. A més, com a compositora ha estat guardona en el Concurs de Composició Robert Schumann per la seva obra per a piano Farewell, la qual va ser estrenada com un curtmetratge.

## Discografia
- So Klingt die Zukunft! Kammermusikfest der Deutschen Stiftung Musikleben 2018. Pista 2. Ravel - Tzigane. María Dueñas (violí), Kiveli Dörken (piano). Deutsche Stiftung Musikleben, 2018[18]